# 2Rare
Naseem Rafeeq Young (Filadélfia, 12 de agosto de 2000), conhecido profissionalmente como 2Rare, é um rapper e compositor norte-americano. Ele está sob contrato com o executivo de gravadora americano Mel Carter desde outubro de 2022.

## Vida pessoal
Naseem Rafeeq Young, também conhecido como 2Rare, foi um jogador de futebol durante seus anos de ensino médio. Ele acreditava que o esporte seria sua trajetória. Originalmente de Filadélfia, ele se mudou temporariamente para Los Angeles devido a problemas acadêmicos e desentendimentos. No entanto, ao retornar a Filadélfia, descobriu que sua prolongada ausência havia o impedido de voltar à escola, o que levou à sua separação do futebol. Em sua juventude, ele esteve afiliado a uma das maiores e mais perigosas gangues de Los Angeles, os Bloods.

## Carreira
Em 2019, ele ganhou destaque com o lançamento de seu single “Big Bag”, que o levou a uma parceria com as gravadoras 10K Projects, Internet Money Records e Homemade Projects. Em 2020, ele começou a obter sucesso com o lançamento de seu single “Big Drippa”. Em janeiro de 2022, ele lançou a música “Cupid”, que viralizou no TikTok com 21.000.000 de reproduções. Em junho de 2022, ele apareceu no videoclipe da música “Sticky” do rapper canadense Drake e teve uma batalha de dança com este último. Em agosto de 2022, ele lançou sua música “Q-Pid” com a participação do rapper americano Lil Durk. Em outubro de 2022, ele participou do single “Do It Again” do rapper americano NLE Choppa, bem como do videoclipe associado à música.